# Howardries
Howardries (en picard A Wardie, Ôwardrie) est une section de la commune belge de Brunehaut située en Wallonie picarde et en Flandre romane dans la province de Hainaut.
C'était une commune à part entière avant la fusion des communes de 1977. Le village est surtout connu pour ses bois parsemés de jonquilles. La marche des jonquilles traverse d'ailleurs chaque année le village.

## Évolution démographique
- Sources : INS, Rem. : 1831 jusqu'en 1970 = recensements, 1976 = nombre d'habitants au 31 décembre.

## Histoire
Durant l'entre-deux-guerres, de nombreux fraudeurs utilisaient les petites passerelles sur le petit ruisseau appelé l'Elnon. Ils trafiquaient du tabac et d'autres denrées rares à l'époque. C'était le jeu du chat et de la souris comme l'indique une plaquette touristique illustrant cette période aux abords du pont Louvet, du nom d'un ancien estaminet, au centre du village.
Le village est la souche de la famille de la noblesse : Famille du Chastel de la Howarderie.